# Dischistodus prosopotaenia
Dischistodus prosopotaenia es una especie de peces de la familia Pomacentridae en el orden de los Perciformes.

## Morfología
Los machos pueden llegar alcanzar los 17 cm de longitud total.

## Hábitat
Es un pez de mar.

## Distribución geográfica
Se encuentra desde las Islas Nicobar hasta Vanuatu, las Islas Ryukyu, el noroeste de Australia y la Gran Barrera de Coral.